# Schiffswerft Neuhaus
Koordinaten: 53° 48′ 23″ N, 9° 1′ 58″ O

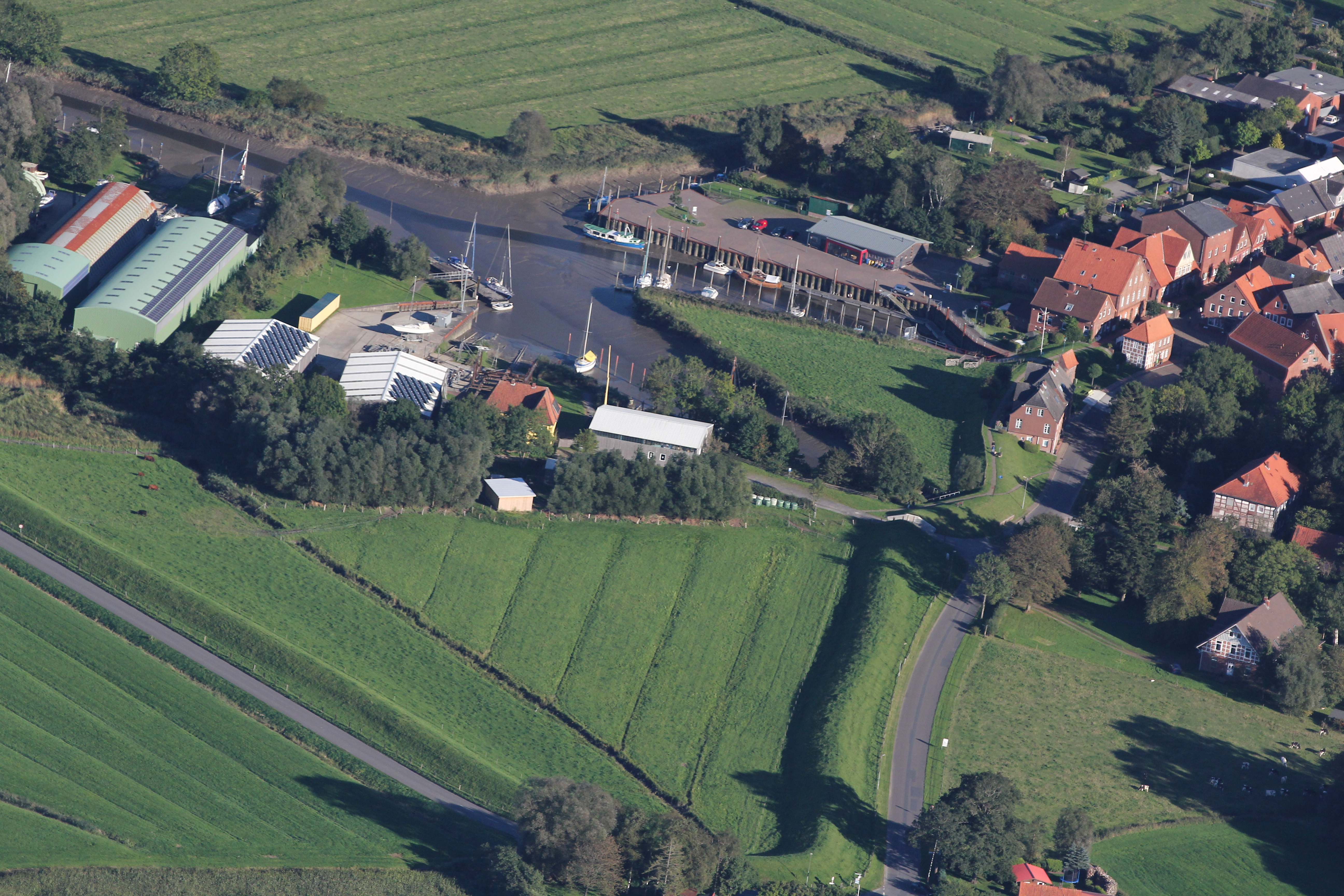
Bootswerft Neuhaus mit dem an der Aue liegenden Hafen

Die Schiffswerft Neuhaus befindet sich in Neuhaus (Oste). Sie wurde bereits 1752 genannt, firmiert heute als Bootswerft Neuhaus und hat als die letzte der vielen Ostewerften überlebt.

## Geschichte
1752 war der Schiffbauer Hans Setags Inhaber der Werft, die sich an der Aue, einem Nebenfluss der Oste, knapp oberhalb der Mündung der Aue in die Oste befindet. Es wurden vorwiegend Reparaturarbeiten durchgeführt, aber auch neue Ewer gebaut.
Im Laufe der Zeit wechselten die Inhaber, in der Regel Schiffbauer, die in dieser günstigen Werftlage ihr Auskommen fanden. Die Hafenstadt Neuhaus verfügte über zahlreiche Erwerbsbetriebe. Neben der seit langem ansässigen Tabakindustrie entstand 1823 eine Zuckerfabrik und auch durch die Ziegeleien der Umgebung wurde viel Ladung besonders für Hamburg generiert. Anfang des 20. Jahrhunderts wurde die Werft von Carl Girnth aus Wilhelmshaven übernommen, der den Werftbetrieb auf den Stahlschiffbau umstellte. In den 1930er-Jahren wurde die Werft von August Hahnefeldt betrieben. Nach dem Zweiten Weltkrieg gab es einen kräftigen Aufschwung. 1949 hatte Hans Dodegge die Werft übernommen, kräftig modernisiert und ausgebaut. 1970 übernahm der Schwiegersohn Peter Unruh den Betrieb und leitete ihn bis 1991. Seitdem wird die Werft von Martin Skadow geführt.

## Die Werft heute
Das Werftgelände umfasst drei Slipanlagen für Schiffe bis 40 m Länge, einen Kran, zwei Lagerhallen zur Bootslagerung, eine Werkstatthalle und das Wohnhaus, in dem sich auch die Büro- und Sanitärräume befinden. Es werden speziell im traditionellen Bootsbau Neubauten und Reparaturen aller Art durchgeführt. Außerdem erfolgt die Herstellung kompletter Takelagen und die Werft bietet den Eignern die Möglichkeit, selbst an den Schiffen zu arbeiten. Das Arbeitsfeld der Werft erstreckt sich von der kleinsten Jolle bis zum Hochseekutter von privat genutzten Fahrzeugen und Fahrzeugen der Berufsschifffahrt.